# Worlds of Wonder
Worlds of Wonder (también conocida como WoW) fue una empresa juguetera estadounidense, fundada por exempleados de Atari, entre ellos Don Kingsborough. 
Entre sus productos más exitosos se encuentran:
- Teddy Ruxpin (1985), un oso robótico cuentacuentos.[1]
- Grubby the Octopede, compañero de Teddy que le ayudaba a contar historias.
- Lazer Tag (1986), una versión inicial del Laser Tag.
- Action Max (1987), una consola VCR con pistola de luz.
- Julie (1987), una muñeca parlante interactiva.
- The Talking Mickey Mouse, una versión animada del icónico ratón de Disney.

También distribuyeron la consola Nintendo Entertainment System durante sus años debut.